# Eaten Back to Life
Eaten Back to Life (Comiendo regreso a la vida) es el primer álbum de estudio de la banda estadounidense de death metal Cannibal Corpse, publicado el 17 de agosto de 1990 a través de la compañía discográfica Metal Blade Records. Su primer lanzamiento fue un éxito y ha lanzado, desde entonces, varios álbumes de estudio, ganando popularidad de «boca en boca» y seguidores tanto dentro como fuera del death metal. 
Las canciones «A Skull Full of Maggots» y «Mangled» fueron interpretadas por los músicos estadounidenses Glen Benton (Deicide) y Francis H. Howard (Opprobrium).
El álbum estuvo censurado en Alemania, pero la prohibición fue revocada en junio de 2006, la principal razón para su prohibición se encontraba en la portada, que muestra un dibujo de un zombi que desgarra sus entrañas y por la naturaleza extrema de los temas, aunque se podían conseguir versiones censuradas del mismo. 
En el libreto del disco se puede encontrar la siguiente cita: «Este álbum está dedicado a la memoria de Alferd Packer, el primer caníbal americano (R.I.P.)»
La reedición que se realizó en 2002 incluye un video en directo de «Born in a Casket» y el diseño de portada fue variado para que los colores no resultaran tan intensos.

## Lista de canciones
Letras por Chris Barnes, excepto donde se indique lo contrario. Música por Cannibal Corpse.
| Eaten Back to Life |                                                                                                   |          |  |
| N.º                | Título                                                                                            | Duración |  |
| 1.                 | «Shredded Humans» (Barnes, Jack Owen)                                                             | 5:11     |  |
| 2.                 | «Edible Autopsy»                                                                                  | 4:32     |  |
| 3.                 | «Put Them to Death»                                                                               | 1:50     |  |
| 4.                 | «Mangled (con Glen Benton de Deicide y Francis Howard de Opprobrium)» (Barnes, Paul Mazurkiewicz) | 4:29     |  |
| 5.                 | «Scattered Remains, Splattered Brains» (Barnes, Owen)                                             | 2:34     |  |
| 6.                 | «Born in a Casket»                                                                                | 3:20     |  |
| 7.                 | «Rotting Head» (Barnes, Owen)                                                                     | 2:26     |  |
| 8.                 | «The Undead Will Feast» (Barnes, Owen, Alex Webster)                                              | 2:49     |  |
| 9.                 | «Bloody Chunks»                                                                                   | 1:53     |  |
| 10.                | «A Skull Full of Maggots (con Glen Benton y Francis Howard)»                                      | 2:06     |  |
| 11.                | «Buried in the Backyard»                                                                          | 5:11     |  |
| 12.                | «Born In A Casket» (pista adicional)                                                              |          |  |

## Miembros
- Chris Barnes - voz
- Jack Owen - guitarra
- Bob Rusay - guitarra
- Alex Webster – bajo
- Paul Mazurkiewicz – batería